# My Head & My Heart
My Head & My Heart is een nummer van de Amerikaanse zangeres Ava Max uit 2021. Het is de achtste en laatste single van haar debuutalbum Heaven & Hell.
Het nummer bevat een interpolatie van Around the World (La La La La La) van ATC, dat cover van het nummer Pesenka van de Russische danceduo Roeki Vverch! uit 1998. "My Head & My Heart" gaat over Ava Max haar ex-vriend, die ze niet kan vergeten. De zangeres twijfelt of ze moet terugkeren naar hem of niet; haar hart zegt ja, maar haar hoofd zegt nee. Het nummer werd wereldwijd een hit, maar in de Amerikaanse Billboard Hot 100 was het succes vrij bescheiden te noemen met een 45e positie. In het Nederlandse taalgebied deed de plaat het beter; met een 20e positie in de Nederlandse Top 40 en een 23e positie in de Vlaamse Ultratop 50.